# Saint George (Verenigde Staten)
Saint George (Engels: Saint George Island) is een eiland in de Beringzee, behorend tot de eilandengroep de Pribilofeilanden, die uit vier eilanden bestaat. St. George behoort tot de Amerikaanse staat Alaska, en heeft een oppervlakte van 90 km². Het eiland heeft een vulkanische oorsprong en bestaat grotendeels uit basalt. Op de noordoostelijke oever ligt St. George, de enige nederzetting op het eiland.

## Geschiedenis
Het eiland is in 1786 ontdekt door Gavriil Pribilof, die op zoek was naar broedplaatsen van zeehonden en zeerobben. Van de vier Pribilofeilanden is St. George als eerste ontdekt.

## Bevolking
Tijdens de meeste recente volkstelling (uit het jaar 2000) woonden er op het eiland 152 mensen, waarvan 92,11% behoort tot de Inheemse Amerikanen. Het overgrote deel van de inwoners woont in de plaats St. George.

## Fauna

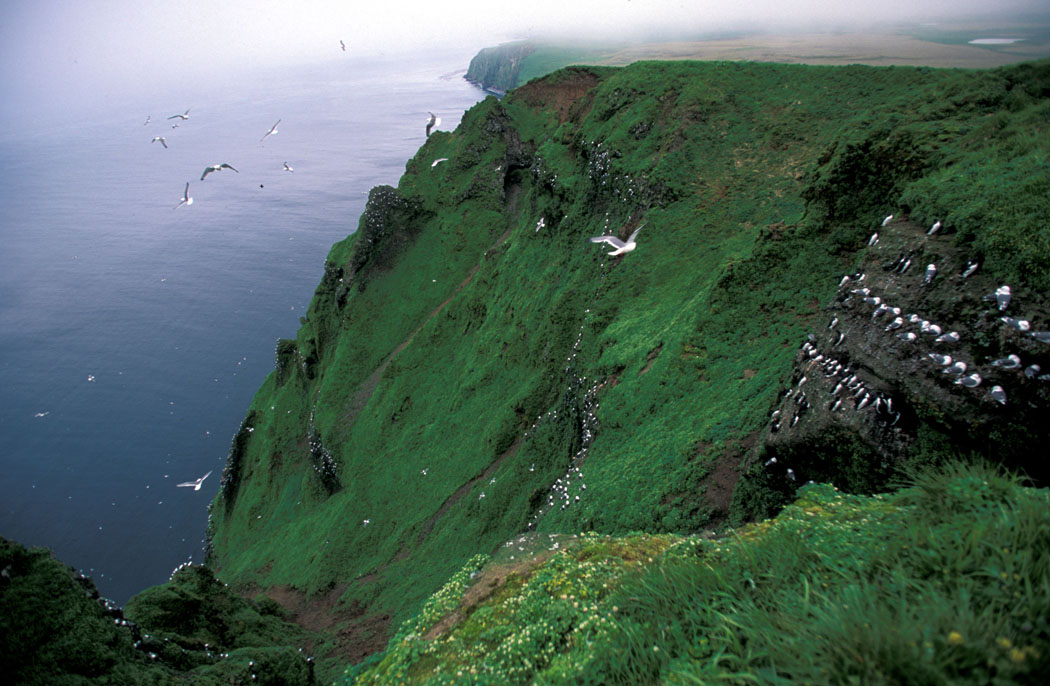
Broedkolonie van roodpootdrieteenmeeuwen op St. George

St. George herbergt een van de grootste verzamelingen broedkolonies van zeevogels op het noordelijk halfrond, met in totaal zo'n 2,5 miljoen vogels, verdeeld over ongeveer 210 soorten. De kolonie roodpootdrieteenmeeuwen op St. George is de grootste ter wereld. Zelfs op dicht bij de nederzetting gelegen klippen bevinden zich nesten met broedende vogels.
Iedere zomer verzamelen zich ruim een miljoen robben op St. George. Verder komen er poolvossen en rendieren voor.